# Kampekalven
Der Kampekalven (norwegisch für Klippenkalb) ist ein 2200 m hoher Berg im ostantarktischen Königin-Maud-Land. In der Orvinfjella bildet er das nordöstliche Ende der Filchnerberge. 
Erste Luftaufnahmen entstanden bei der Deutschen Antarktischen Expedition (1938–1939) unter der Leitung des Polarforschers Alfred Ritscher. Norwegische Kartographen, die ihn auch benannten, kartierten ihn anhand von Vermessungen und Luftaufnahmen der Dritten Norwegischen Antarktisexpedition (1956–1960).